# Slavica Đukić Dejanović
Slavica Đukić Dejanović (Kirin Serbia: Славица Ђукић Дејановић, phát âm [slâʋitsa dʑûkitɕ dɛjǎːnɔʋitɕ], sinh 4 tháng 7 năm 1951) là chính trị gia Serbia, đương kim Bộ trưởng Không bộ của Chính phủ Serbia, và cựu Bộ trưởng Y tế, quyền Tổng thống Serbia và Chủ tịch Quốc hội Serbia, và là đảng viên của Đảng Xã hội Serbia.
Dejanović là người phụ nữ thứ hai đứng đầu Quốc hội Serbia, sau Nataša Mićić, Chủ tịch Quốc hội nhiệm kỳ 2001-2004, và là người đầu tiên của Serbia độc lập. Bà còn là Quyền Tổng thống Serbia sau khi Boris Tadić từ chức năm 2012 và là người phụ nữ đầu tiên giữ chức vụ nguyên thủ quốc gia Serbia kể từ khi độc lập năm 2006.